# Lied (жанр)
Lied (очень редко в виде транскрипции — лид), в широком смысле — любая песня на немецкие стихи.
В узком смысле под Lied может подразумеваться:
- одноголосная народная песня и изысканные песни миннезингеров и мейстерзингеров;
- старинная полифоническая Lied;
- романтическая Lied.

## Полифоническая Lied
Светская полифоническая Lied относится к позднему Средневековью и Возрождению, а её расцвет пришёлся на вторую половину XV века и первые три четверти XVI века. Упадок жанра связывают с влиянием итальянской музыки.
Произведения жанра обычно четырёхголосные, в строфической форме. По представлениям первой половины XX века, ведущую роль в полифонической Lied играл тенор, остальные голоса разыгрывались на музыкальных инструментах. По более современной интерпретации, полифоническая Lied может исполняться полностью вокально.

## Романтическая Lied
Жанр возник в Германии как продолжение традиций миннезингеров и нашёл своё место в музыкографии известных композиторов романтического и постромантического периодов: Бетховена, Шуберта, Берлиоза, Дебюсси, Мусоргского, Рахманинова. Как утверждал Хуго Риман в своём «Музыкальном словаре» 1904 года, романтическая Lied характеризуется высоким художественным уровнем, а её аналогом в России является романс.